# Костеріно (Ленінградська область)
Костеріно (рос. Костерино) — присілок Бокситогорського району Ленінградської області Росії. Входить до складу Забор'євського сільського поселення.
Населення — 4 особи (2012 рік). 